# Pilule empoisonnée
La pilule empoisonnée (« poison pill » dans le jargon financier anglo-saxon) est une clause destinée à se protéger d'une prise de pouvoir inamicale par un groupe ou une société hostile.  
Elle peut prendre de multiples formes : il peut s'agir d'une possibilité offerte d'émettre des actions supplémentaires, de l'attribution d'options d'achat d'actions destinées à augmenter le nombre d'actions en circulation, mais aussi d'avantages offerts aux clients en période d'offre publique d'achat (OPA) hostile, voire de la mise en place d'une stichting de droit néerlandais qui prend le contrôle d'actions de la société cible, interdisant ainsi la revente à des tiers. C'est la méthode privilégiée en 2021 par Suez lors de l'OPA proposée par Véolia,.  
La pilule empoisonnée peut également prendre la forme d'une petite filiale présente dans un groupe. Si cette filiale opère dans un secteur « sensible », cela oblige l'acquéreur éventuel du groupe à obtenir le feu vert d'une autorité gouvernementale. Les sociétés ayant des activités militaires entrent dans cette catégorie. Ce type de défense avait été envisagé des deux côtés de l'Atlantique lorsque la société Alcatel avait fusionné avec Lucent. Chacune des deux sociétés ayant des activités dans le domaine des équipements militaires, la cession de celles-ci à des intérêts étrangers n'était pas envisageable. 
Le terme pilule empoisonnée désigne plus globalement d'un ensemble de mesures financières, juridiques, comptables ou réglementaires destinées à contrecarrer une prise de contrôle non souhaitée. 
L'expression, au départ utilisée entre guillemets, s'est banalisée depuis 2008,,.  Au Canada on utilise plus volontiers l'expression dragée toxique,.